# Intoshia major
Intoshia major är en djurart som beskrevs av Shtein 1953. Intoshia major ingår i släktet Intoshia, och familjen Rhopaluridae.
Artens utbredningsområde är Norra Ishavet. Inga underarter finns listade i Catalogue of Life.